# Kærlighedens smerte
Kærlighedens smerte er en dansk film fra 1992 af Nils Malmros. Manuskriptet er af Nils Malmros og John Mogensen.

## Medvirkende
- Anne Louise Hassing
- Søren Østergaard
- Birthe Neumann
- Waage Sandø
- Finn Nielsen
- Anni Bjørn